# Альпшпіц
Альпшпіц (нім. Alpspitz) — гора в Ліхтенштейні, висотою — 1 943 м. Ця гора належить до гірського масиву Ретікон в Східних Альпах.
Гора розташована в централеній частині Ліхтенштейну. На схід від столиці країни — Вадуца, в її підніжжі розкинулася комуна-община Трізенберг.